# Biologiczna baza danych

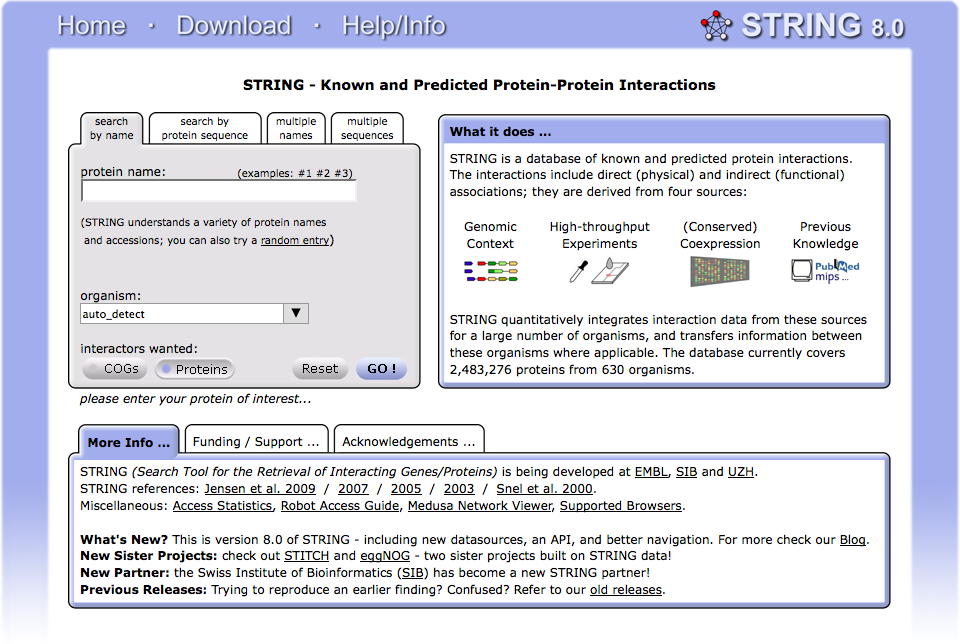
Strona główna biologicznej bazy danych STRING, zawierającej informacje o interakcjach pomiędzy białkami

Biologiczne bazy danych – kontrolowane zbiory informacji z dziedziny nauk biologicznych. Mogą być opracowywane na podstawie eksperymentów, literatury naukowej i analizy obliczeniowej. Zawierają one informacje z obszarów m.in. genomiki, proteomiki, metabolomiki, transkryptomiki i filogenetyki. Informacje zawarte w bazach danych biologicznych obejmują m.in. funkcję genów, ich lokalizację w genomie, strukturę białek, efekty mutacji, a także podobieństwa sekwencji i struktur biologicznych.
Bazy danych biologicznych można sklasyfikować według rodzaju gromadzonych danych. Istnieją m.in. bazy danych molekularnych (sekwencji i struktur), funkcjonalnych (fizjologii, aktywności enzymów, fenotypów, ekologii, itp), taksonomicznych (spisy gatunków i innych rang taksonomicznych) oraz bazy obrazów.
Bazy danych odgrywają istotną rolę w analizie zjawisk biologicznych. Pozwalają określać np. struktury biomolekuł i interakcje między nimi, procesy metaboliczne oraz historię ewolucji gatunków. Wiedza ta wspomaga opracowywanie leków, umożliwia diagnozę chorób genetycznych oraz odkrywanie relacji ewolucyjnych między gatunkami.

## Główne rodzaje biologicznych baz danych

### Bazy sekwencji
Tego typu bazy danych zawierają sekwencje biomolekuł: zasad azotowych w DNA bądź RNA, lub aminokwasów w białkach. Bazy nukleotydów mogą zawierać zarówno sekwencje pełnych genomów organizmów, jak i konkretnych genów lub regionów funkcjonalnych. Do najistotniejszych baz z tej grupy należą GenBank, Ensembl i DDBJ, tworzące zintegrowaną sieć INSDC. Istotną bazą poświęconą sekwencjom białek jest Uniprot.

### Bazy struktur
Główną bazą eksperymentalnie uzyskanych struktur białek jest RCSB PDB. Zawiera struktury białek uzyskane przy pomocy krystalografii rentgenowskiej i kriomikroskopii elektronowej, a także struktury ligandów. Struktury utworzone przy pomocy metod obliczeniowych, w tym modeli uczenia maszynowego, są przechowywane m.in. w AlphaFold Database (w przypadku struktur utworzonych przez model AlphaFold2) i ModelArchive.

### Bazy taksonomiczne
Istnieje kilka baz danych dotyczących gatunków i ich przynależności do taksonów wyższej rangi, m.in. NCBI Taxonomy i Catalogue of Life. Szczególnym rodzajem baz taksonomicznych są bazy rRNA. Zawierają one charakterystyczne sekwencje genu 16S (w przypadku bakterii) lub 18S (w przypadku jednokomórkowych eukariontów), służące do identyfikacji organizmów obecnych w próbkach środowiskowych w metagenomice. Popularną bazą z tej grupy jest SILVA.

### Bazy organizmów modelowych
Dla niektórych gatunków o szczególnym znaczeniu badawczym (organizmów modelowych) powstały odrębne bazy danych. Zawierają one kompleksowe informacje o danym gatunku lub rodzaju, dotyczące m.in. genomu, proteomu, ekspresji genów i wariantów genetycznych. Do tego typu baz należą m.in. EcoCyc (E. coli), MGI (M. musculus) i FlyBase (muchy z rodzaju Drosophila).

### Inne bazy
Istnieją również inne rodzaje biologicznych baz danych, m.in.:
- bazy wariantów genetycznych (np. dbSNP, dbVar, AVE),
- bazy interakcji (np. BioGRID, STRING),
- bazy regulacji genetycznej (np. GRNdb),
- bazy ekspresji genów (np. GTEx),
- bazy homologii genów (np. OMA, PANTHER),
- bazy informacji epigenetycznych (np. ENCODE).

## Dostęp do danych
Większość biologicznych baz danych umożliwia dostęp przy pomocy strony internetowej, pozwalającej użytkownikom na wyświetlanie danych w przeglądarce. Niektóre bazy udostępniają użytkownikom zaawansowane narzędzia do wyszukiwania (np. NCBI BLAST) oraz wizualizacji danych (np. UCSC Genome Browser). Bazy zazwyczaj oferują alternatywne sposoby dostępu do danych, przede wszystkim API umożliwiające automatyczny dostęp programom komputerowym oraz serwery FTP służące do masowego pobierania.
Dane biologiczne dostępne w bazach są przechowywane w bardzo wielu formatach. Mogą zawierać m.in. tekst, sekwencje i struktury biomolekuł, obrazy oraz odnośniki do innych baz danych.

## Problemy i wyzwania
Rozproszenie informacji biologicznych w licznych bazach danych powoduje specyficzne trudności. Największym problemem jest spójność danych – bazy mogą na przykład używać różnych nazw dla tego samego gatunku lub przechowywać równoważne dane w różnych formatach. Prowadzi to do problemów z interoperacyjnością – zmiana nazwy gatunku lub genu może doprowadzić do uszkodzenia powiązań z innymi zasobami. Integracja danych stała się przez to istotnym aspektem bioinformatyki.
Wiele baz danych rozwiązuje ten problem poprzez wykorzystywanie numerów akcesyjnych przy odwoływaniu się do danych z innych baz. Numery akcesyjne to stabilne identyfikatory, które nie zmieniają się przy modyfikacji powiązanych danych (np. zmianie nazwy genu).
Kolejnym problemem biologicznych baz danych jest redundancja. W wielu przypadkach kilka baz danych przechowuje tę samą informację, np. sekwencję aminokwasów w białku. Brak ścisłej synchronizacji między bazami może doprowadzić do rozbieżności, a w konsekwencji do wykorzystywania różnych informacji w badaniach.

## Wydanie specjalneNucleic Acids Researcho bazach danych
Czasopismo Nucleic Acids Research (NAR) co roku publikuje wydanie specjalne poświęcone biologicznym bazom danych. Jest ono dostępne bezpłatnie i zawiera informacje o nowych oraz zaktualizowanych bazach. Prowadzona przez czasopismo lista baz danych, Online Molecular Biology Database Collection, zawiera ponad 1300 pozycji. Istnieją również inne kolekcje baz danych, m.in. MetaBase i Bioinformatics Links Collection.